# Kelurahan Napa
Kelurahan Napa is een bestuurslaag in het regentschap Tapanuli Selatan van de provincie Noord-Sumatra, Indonesië. Kelurahan Napa telt 1526 inwoners (volkstelling 2010).